# ガブリエル・ザクアニ
ガブリエル・アブダラ・ザクアニ（Gabriel Abdala Zakuani, 1986年5月31日 - ）は、ザイール（現コンゴ民主共和国）・キンシャサ出身の元同国代表サッカー選手。現役時代のポジションはDF。

## 経歴
フラムFC加入後はローン移籍の日々が続き、そのままピーターバラ・ユナイテッドFCへ完全移籍を果たした。2016年6月24日、フットボールリーグ1のノーサンプトン・タウンFCに1年契約で移籍した。2017年6月7日、ノーサンプトンとの契約延長を拒否し、ジリンガムFCに移籍した。

## 所属クラブ
- レイトン・オリエントFC 2003-2006
- フラムFC 2006-2009

→  ストーク・シティFC 2007 (loan)
→  ストーク・シティFC 2007-2008 (loan)
→  ピーターバラ・ユナイテッドFC 2008-2009 (loan)
- ピーターバラ・ユナイテッドFC 2009-2014
- カロニFC 2014
- ピーターバラ・ユナイテッドFC 2014-2016
- ノーサンプトン・タウンFC 2016-2017
- ジリンガムFC 2017-2019
- スウィンドン・タウンFC 2019-2020
- ダゲナム・アンド・レッドブリッジFC 2020